# 斯坦尼斯瓦夫·德拉甘
斯坦尼斯瓦夫·德拉甘（波蘭語：Stanisław Dragan，1941年11月21日—2007年4月21日），波兰男子拳击运动员。他曾代表波兰参加1968年夏季奥林匹克运动会拳击比赛，获得男子81公斤级铜牌。